# ヨハン・アッカーマン
ヨハン・アッカーマン（Johan Ackermann、1970年6月3日 - ）は南アフリカ共和国出身のラグビーユニオン指導者。

## プロフィール
- 南アフリカ・ベノニ出身[1]。
- ポジションはロック(LO)。
- 身長 196 cm、体重 115 kg
- 南アフリカ代表通算キャップ数は13。
- 息子のルアンもラグビーユニオン選手[2]。

## 略歴
現役時代はシャークス、ノーサンプトン・セインツなどでプレーしていた。
現役引退後、ゴールデン・ライオンズ、ライオンズのコーチを歴任して、2017年、グロスターのヘッドコーチに就任。
2020年、NTTドコモレッドハリケーンズ大阪のヘッドコーチに就任。
2022年7月26日、NTTグループの複数チームを再編成した浦安D-Rocksのヘッドコーチに就任。2024年7月にヘッドコーチ退任を発表、チームアドバイザーとなる。